# Coulans-sur-Gée
Coulans-sur-Gée – miejscowość i gmina we Francji, w regionie Kraj Loary, w departamencie Sarthe.
Według danych na rok 1990 gminę zamieszkiwało 1069 osób, a gęstość zaludnienia wynosiła 39 osób/km² (wśród 1504 gmin Kraju Loary Coulans-sur-Gée plasuje się na 547. miejscu pod względem liczby ludności, natomiast pod względem powierzchni na miejscu 342.).